# Sideroxylon contrerasii
Sideroxylon contrerasii är en tvåhjärtbladig växtart som först beskrevs av Cyrus Longworth Lundell, och fick sitt nu gällande namn av Terence Dale Pennington. Sideroxylon contrerasii ingår i släktet Sideroxylon och familjen Sapotaceae. IUCN kategoriserar arten globalt som nära hotad. Inga underarter finns listade i Catalogue of Life.